# Beaulieu-sous-Parthenay
Beaulieu-sous-Parthenay – miejscowość i gmina we Francji, w regionie Nowa Akwitania, w departamencie Deux-Sèvres.
Według danych na rok 1990 gminę zamieszkiwało 591 osób, a gęstość zaludnienia wynosiła 22 osób/km² (wśród 1467 gmin regionu Poitou-Charentes Beaulieu-sous-Parthenay plasuje się na 496. miejscu pod względem liczby ludności, natomiast pod względem powierzchni na miejscu 219.).